# 真川大橋
真川大橋（まがわおおはし）は、富山県富山市と中新川郡立山町を結ぶ常願寺川（真川）に架かる主要地方道富山上滝立山線の橋である。
当橋の完成により、付近の主要地方道富山立山公園線の機能代替路として大きな役割を果たすことになった。
2020年（令和2年）11月には、老朽化した照明灯の取り替え工事を実施している。

## 橋データ
- 左岸 - 富山県富山市粟巣野[1]
- 右岸 - 富山県中新川郡立山町千寿ケ原[1]
- 橋の構造 - 上路トラス橋[3]
- 橋長 - 241.7 m[1]
- 幅員 - 9.0 m[1]
- 着工 - 1973年（昭和48年）8月[1]
- 竣工 - 1975年（昭和50年）11月[1]
- 総事業費 - 4億8,500万円[1]